# Fannia mollissima
Fannia mollissima is een vliegensoort uit de familie van de Fanniidae. De wetenschappelijke naam van de soort is voor het eerst geldig gepubliceerd in 1840 door Haliday.